# マチルダII歩兵戦車
歩兵戦車Mk.II マチルダII（ほへいせんしゃ マーク2 マチルダ2、Tank, Infantry,Mark II Matilda II）は、第二次世界大戦前期にイギリス軍で使用された歩兵戦車（30トン級）である。1938年6月に最初の量産発注が出され、1942年3月に最終生産ロットの発注が出されたが全車の完成は1943年となり最終的に2,890両が生産された。ソビエト連邦にも供与された。
制式名称は「歩兵戦車Mk.II」。「マチルダ」という英語圏における女性名のニックネームは前型のマチルダI歩兵戦車から継承しているものであり、由来に兵器総監のヒュー・エルズ将軍が「車両の小型さとアヒルのような形と歩き方」にちなんで歩兵戦車Mk.Iにマチルダという名前を付けた説と、プロジェクトのコードネームとして1935年に仕様を作成した時点でヴィッカースのために作られたものの説などが伝われる。

## 概要
1934年、イギリス軍は装甲の厚い歩兵支援戦車の開発を決定し、翌年10月にはヴィッカース・アームストロング社により、「マチルダ」ことA11（後のマチルダI）の設計草案が提示された。しかし、低コストで早期に開発することが要求されたために、あまりに小型で性能が不十分と判断され、1936年9月には、より大型の歩兵戦車A12の仕様要求が出されている。これは「マチルダ・シニア」の通称で、A7E3中戦車をテストベッドとして、開発され、1938年4月には試験に入り、6月に140両、8月には40両生産発注され、1939年、配備開始された。
歩兵戦車として十分な装甲（最大装甲厚75mm、総重量26t）を持つことが優先され、搭載武装は2ポンド砲および同軸機銃と比較的小さめで、速度も最大24km/hと低速である。2ポンド砲には榴弾がほとんど支給されず、そもそも炸薬量が少なく低威力だったため、3インチ榴弾砲搭載のCS（クロース・サポート=近接支援）型も生産されている。同軸機銃をベサ機関銃に換装したMk.II、ディーゼルエンジンを改良したMk.IIIなど、Mk.Vまで改良が重ねられた。
マチルダIIの車体部品は圧延防弾鋼と鋳造鋼の組み合わせだが、鋳造鋼で作られた車体前面は必要以上に厚い物を、車体内側から職人がグラインダーで削り加工する手間のかかるもので、生産性が悪かった。この車体前面は、開発当時輸入され試験中のクリスティー戦車を参考にした先細り形状で、履帯フレームとの間に工具用ロッカー（雑具箱）を置き隙間を埋めている。しかし、この場所はブレーキによって過熱しやすく、可燃物が入っていると燃え出すことがあった。
それまでの英軍戦車に比べ重い砲塔には、油圧旋回装置が搭載された。ただし、俯仰は他の2ポンド砲搭載戦車同様、砲手が砲架に肩付けして行っていた。多くの英軍戦車では砲塔内に無線が搭載され、車長がそれを扱っているが、マチルダIIでは装填手がその役を担った。当初は、指揮官の戦車だけが送信機と受信機の両方を装備し、他は受信機だけであった。砲塔右側面には発煙筒2基が取り付けられた。
駆動源としてはバス用の液冷V型6気筒ディーゼルエンジンを2基搭載して、それぞれの出力を合流させる方式であった。この配置は、片方のエンジンが機能を失っても残ったエンジンで稼働を続けられる長所の反面で、整備に手間が掛かり、元々民生用のエンジンが消耗しやすいという短所を持っていた。
サスペンションは、ベルクランクと横置きスプリングの組み合わせで、ヴィッカース中戦車 Mk.IIIの車体に取り付けて試験され、マチルダIIに採用されたものであった。当初装備されていた上部転輪は、のちに単純な履帯ガイドに変更された。側面には足回りを守る装甲カバーが設けられ、巻き込まれた土砂を排出するための泥落とし（マッドシューター）の開口部が設けられた。
車体の後面には連絡用の押しボタンが設けられ、これを押すと車内のブザーを鳴らすことができた。

## 戦歴

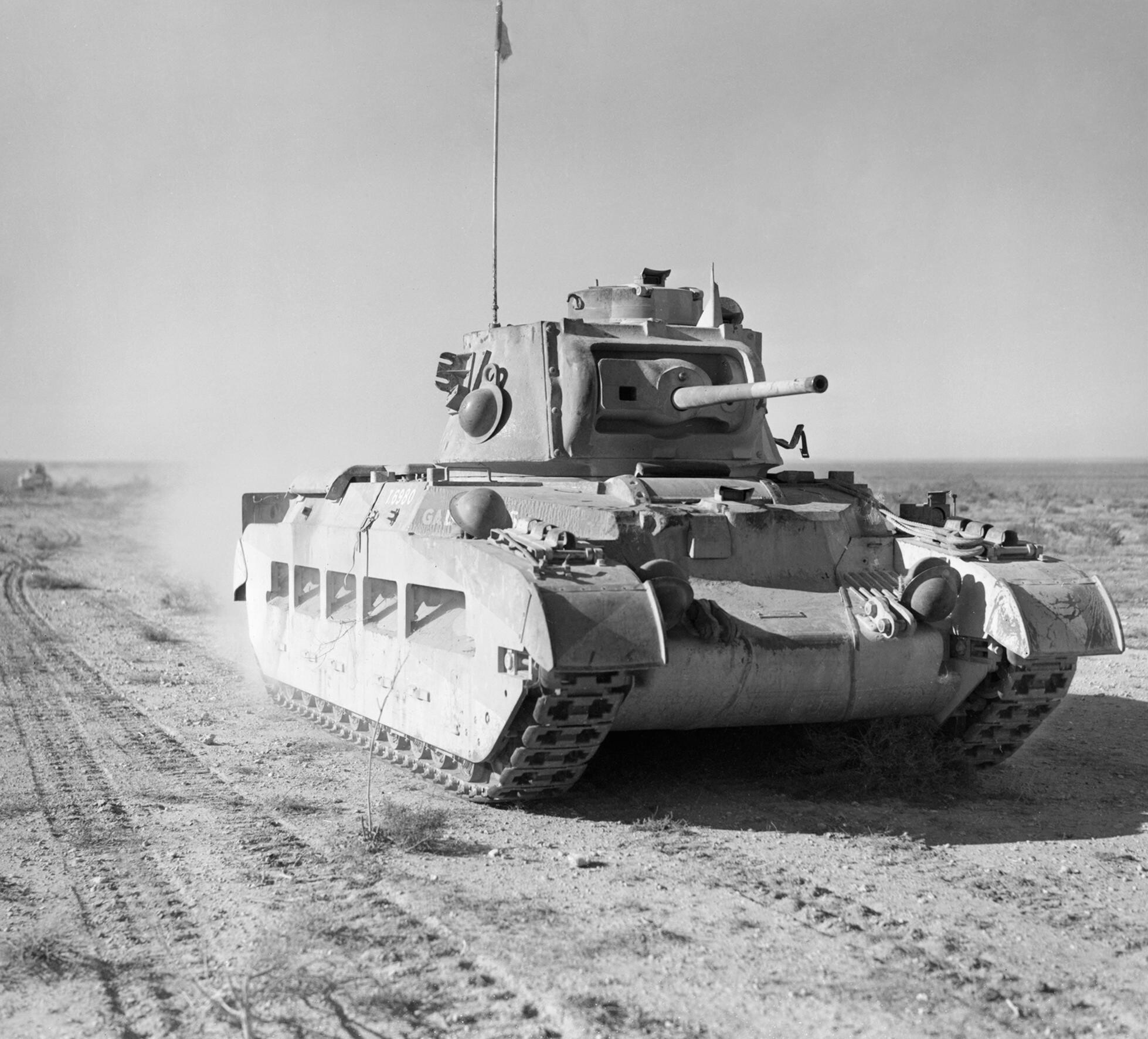
コンパス作戦でエジプトを行くマチルダII

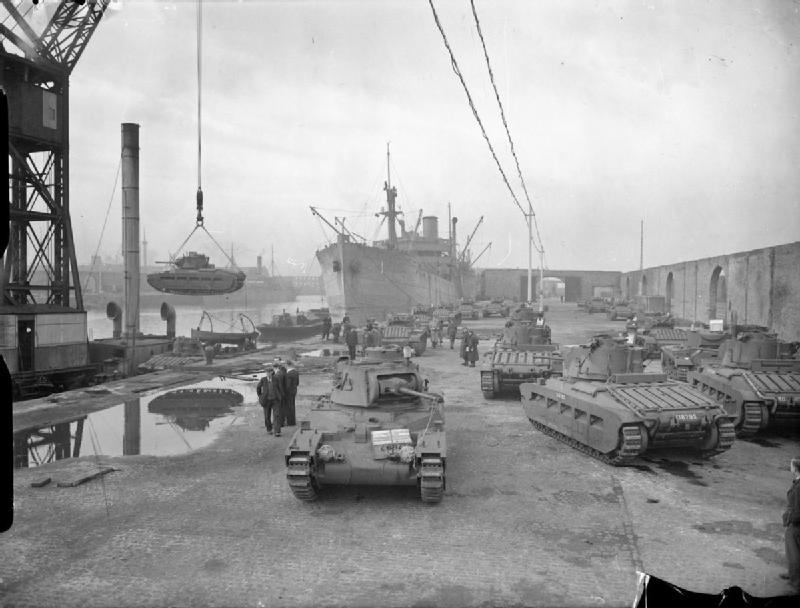
ソ連に送るため輸送船に積み込まれているマチルダII

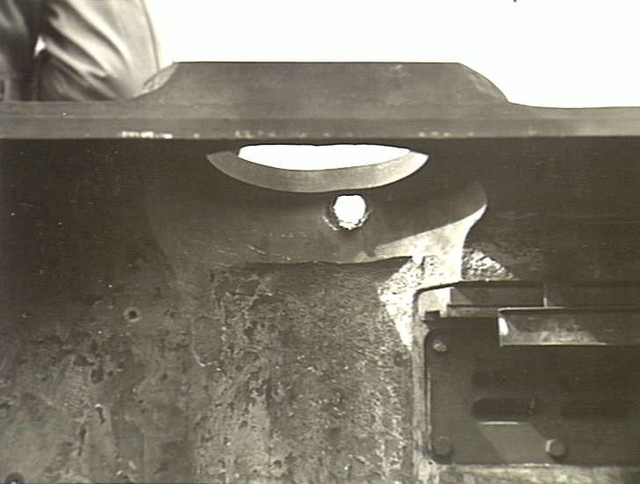
オーストラリア陸軍が鹵獲した四一式山砲で行った実射試験で、成形炸薬弾によって出来た操縦席付近の貫通孔

本格運用は1940年のドイツのフランス侵攻戦(西方電撃戦)におけるアラスの戦いからである。その厚い装甲は、ドイツIII号戦車や短砲身型IV号戦車、チェコ製35(t)戦車および38(t)戦車の主砲や対戦車砲の徹甲弾に有効であった。
北アフリカで戦争が始まると、アメリカからの供与戦車と共にイギリス機甲部隊の主力として1941年のバトルアクス作戦やクルセーダー作戦などで活躍した。北アフリカに送られた車両は、車両輪郭や進行方向を誤認させるためダズル迷彩の様な直線で構成された独特な迷彩が採用された。本車の装甲はここでも有効で、その姿から「戦場の女王」（周りにいる歩兵を蟻、マチルダを女王蟻に見立てての表現）と称された。しかし、バトルアクス作戦中初期のハルファヤ峠をめぐる戦いでは、同地に展開していた88mm高射砲の水平射撃により十数両が撃破された。これは、陽炎のために高射砲が発見しづらかったのと、砲兵のような軟目標に効果のある2ポンド榴弾HE/T Mk.IIがまだ供給されておらず、同軸機銃による射撃も効果的でなかったからである。この致命的な欠陥について、ドイツ軍のロンメル元帥は、「Mk.IIは「歩兵戦車」と呼ばれているのに、敵歩兵に撃つべき榴弾が用意されていないのは何故だろうか。実に興味深いものだ」「この戦車はとてつもなく遅く、物資集積所に真っ直ぐ突っ込んで大穴をあけることくらいにしか役に立たないだろう」との回想している。
1942年に入ると長砲身75mm砲を搭載したIV号戦車F2型が出現、防御面での優位性が失われた。更に6ポンド砲を搭載した新型チャーチル歩兵戦車やアメリカから供与されたM3中戦車やM4中戦車の配備が本格化し、低速で発展性に乏しい本車は、より大型の戦車砲を搭載できず、装甲を増したドイツ戦車に対応できなくなった。1942年6月のトブルク陥落後には稼働するマチルダはほとんど無くなっており、4両だけ残っていたCS型も翌月3両が失われ、生き残った1両はイギリス軍が実戦に用いた最後のマチルダとなった。
フランス侵攻時（ダンケルクの戦い）や北アフリカ戦線、東部戦線でマチルダIIを鹵獲したドイツ軍は、本車にInfanterie Panzerkampfwagen Mk.II 748(e)の形式名称を付けて運用した。このうち、"Oswald"（オスヴァルト）という固有名が付けられた1両のマチルダIIは、砲塔を撤去して防盾（上縁の左右に、2挺のMG15（75発入りのドッペル・トロンメル付）を装備している）付の5cm KwK 38 L/42（対戦車砲ではなく、戦車砲であることに注意）を搭載した状態（Infanterie Panzerkampfwagen Mk.II 748(e) mit 5cm KwK 38 L/42 "Oswald"）に改造され、演習等で使用されている。また、砲塔を撤去して装甲牽引車として使用した例や、逆に砲塔だけを陣地防御用に転用した例も見られる。
- - オスヴァルト
- - 同上
- - 同上
- - オスヴァルト 側面図

マチルダIIはソ連に対してもレンドリース法による輸送が行われたが、足回りのスカートが誘導輪を支える構造材を兼ねていたため、取り外せず泥が詰まりやすい点など、同じくソ連に送られたバレンタイン歩兵戦車に比べ評判は良くなかった。ソ連には計1,084両が送られ、このうち918両がソ連軍の元に到着した。これはマチルダIIの総生産数の約1/3に相当する。榴弾が撃てない点はソ連軍でも問題視され、KV-1重戦車用のZiS-5 76.2mm戦車砲に換装するテストが行われたが、砲塔サイズの問題や砲の供給の問題、CS型の存在などにより換装計画は中止されている。
- - ソ連にて、ZiS-5 76.2mm戦車砲に換装されたマチルダII。1941年に1輌のみ試作。

また、履帯のグリップ力が弱く軟泥地ではスリップや横転事故が発生し、履帯に滑り止め（グローサー）として小型の角材片などを溶接する現地改修がしばしば行われた。その後、生産時にグリップ力を高めた新型履帯が採用され、これを装着した状態で供給されるようになったが、グリップ力不足は完全には改善されなかった。
太平洋戦争においても東部ニューギニア戦線で1943年（昭和18年）9-12月にかけて行われたフィンシュハーフェンの戦いでオーストラリア第9師団が本車を使用し、大日本帝国陸軍第20師団と戦闘を行った結果、第20師団は人員の45%に損害を出し敗走した。日本軍の砲弾に対しても高い防御力を発揮し、鹵獲した四一式山砲の射撃試験では一式徹甲弾（鋼板貫通限界厚は射距離100mで50mm）と思われる弾では車体正面を貫通できなかった。しかし二式穿甲榴弾（タ弾）と思われる成形炸薬弾を使用した際には車内まで貫通した。この他マチルダを装備した部隊は中隊-小隊規模で各所に分遣され、特に3インチ榴弾砲を持つCS型や「フロッグ火炎放射戦車」が、日本軍の火点潰しに有効に用いられた。戦後、若干数のマチルダはオーストラリアの市民防衛軍に引き渡され、1955年まで配備されていた。現在もオーストラリア国内には多くのマチルダIIが残されており、オーストラリア陸軍戦車博物館にはフロッグ型、ヘッジホッグ型などを含む5両のマチルダIIが展示されている。

## 形式・派生型
マチルダ II Mk.I (歩兵戦車Mk.II)
最初の量産型で、主砲同軸機銃にヴィッカース重機関銃を装備しており、後のモデルに比べ同軸機銃部分の防盾が大きく前方にせり出している。AEC製ディーゼルエンジン搭載。
マチルダ II Mk.II (歩兵戦車Mk.IIA)
主砲同軸機銃のヴィッカース重機関銃をベサ機関銃に換装したもの。AEC製ディーゼルエンジン搭載。
マチルダ II Mk.III (歩兵戦車Mk.IIA*)
Mk.IIのAEC製ディーゼルエンジンをレイランド製ディーゼルエンジンに換装したもの。
マチルダ II Mk.IV
Mk.IIIのエンジンを小改良し、砲塔の小型ランプを廃止。砲塔内バスケット固定方法が革ベルトによる吊り下げから金属製パイプを組み合わせた構造に改良された。
マチルダ II Mk.IV CS (Close Support)
主砲の2ポンド砲を3インチ榴弾砲に換装した近接支援型。
マチルダ II Mk.V
変速機の改良、ウェスティングハウス製の操縦用空気圧増幅装置搭載。
また、上記の改良とは別に、サイドスカート内の小径上部転輪を廃止して履帯を支えるスキッドレールに置き換える改修や、グリップ力を増した新型履帯の採用、砲塔リングガードの装着などの改良も生産中に行われていた。

### イギリス製の派生型

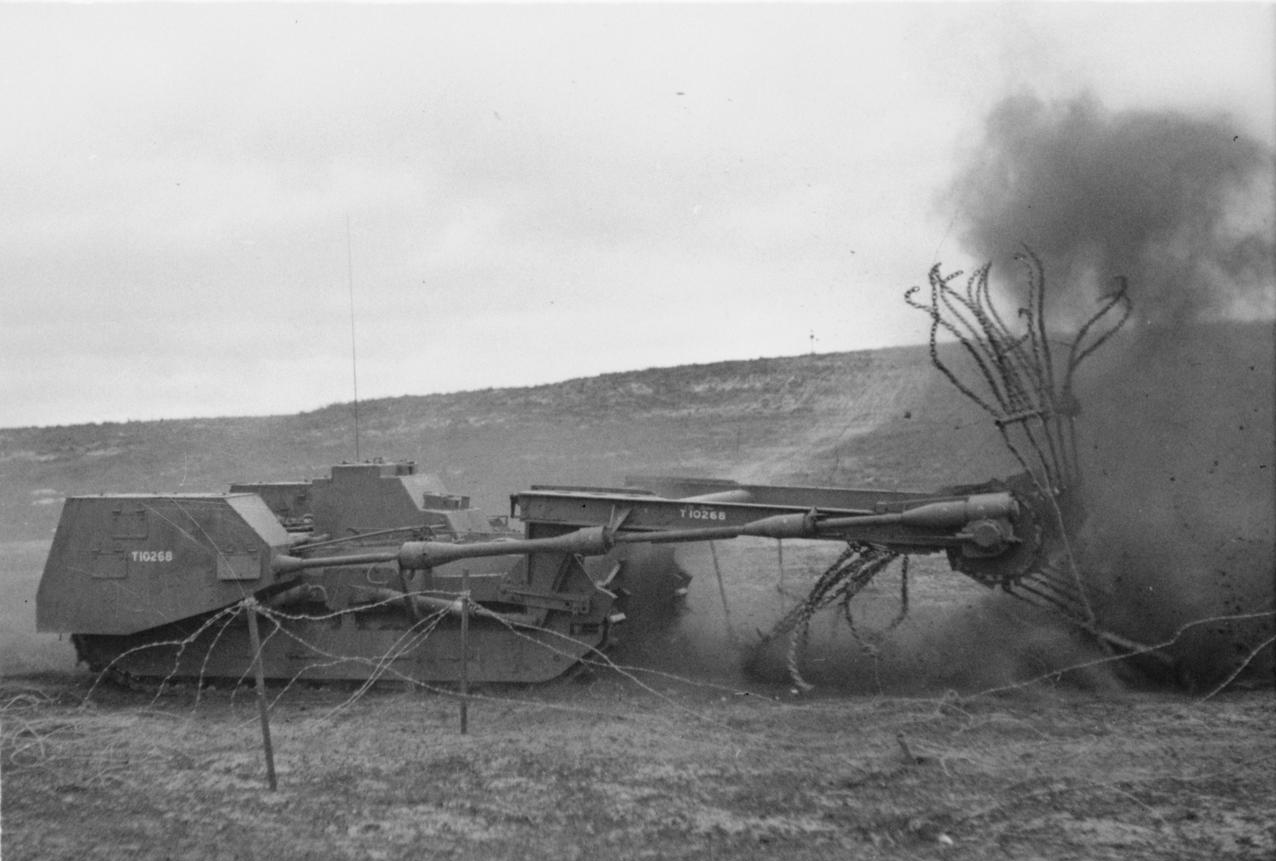
マチルダ・バロン
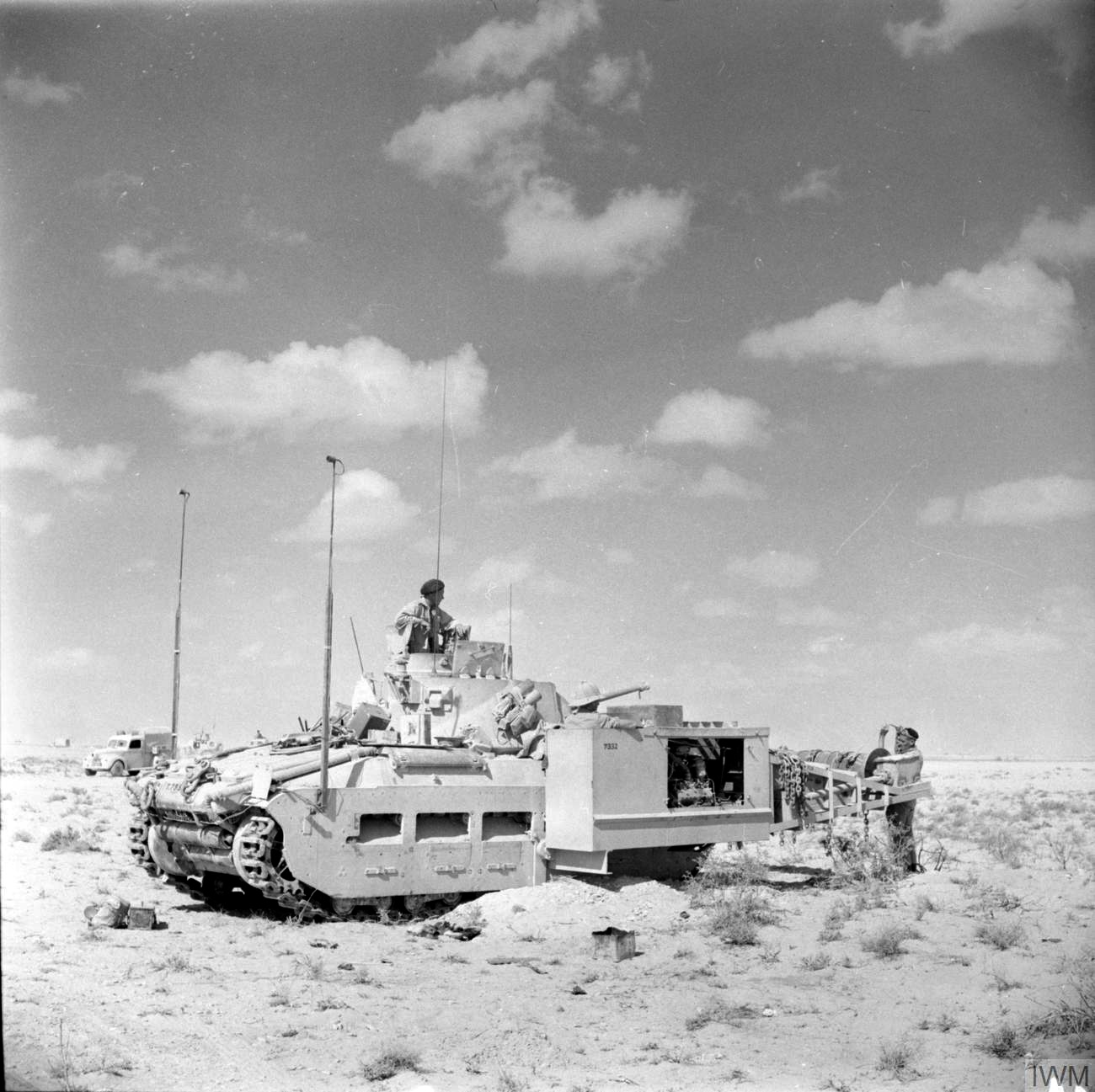
マチルダ・スコーピオン
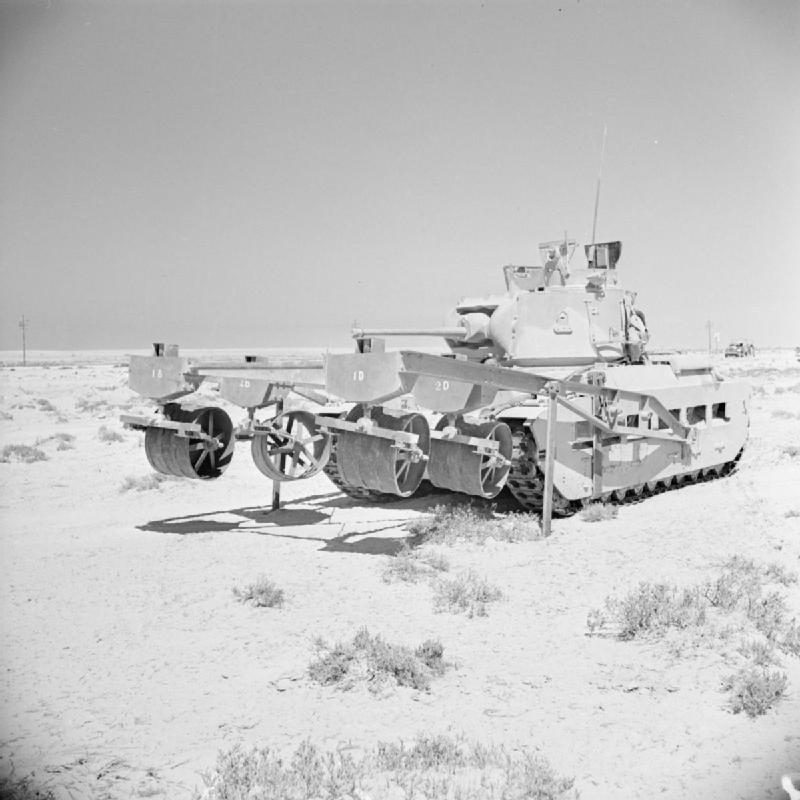
マチルダ AMRA
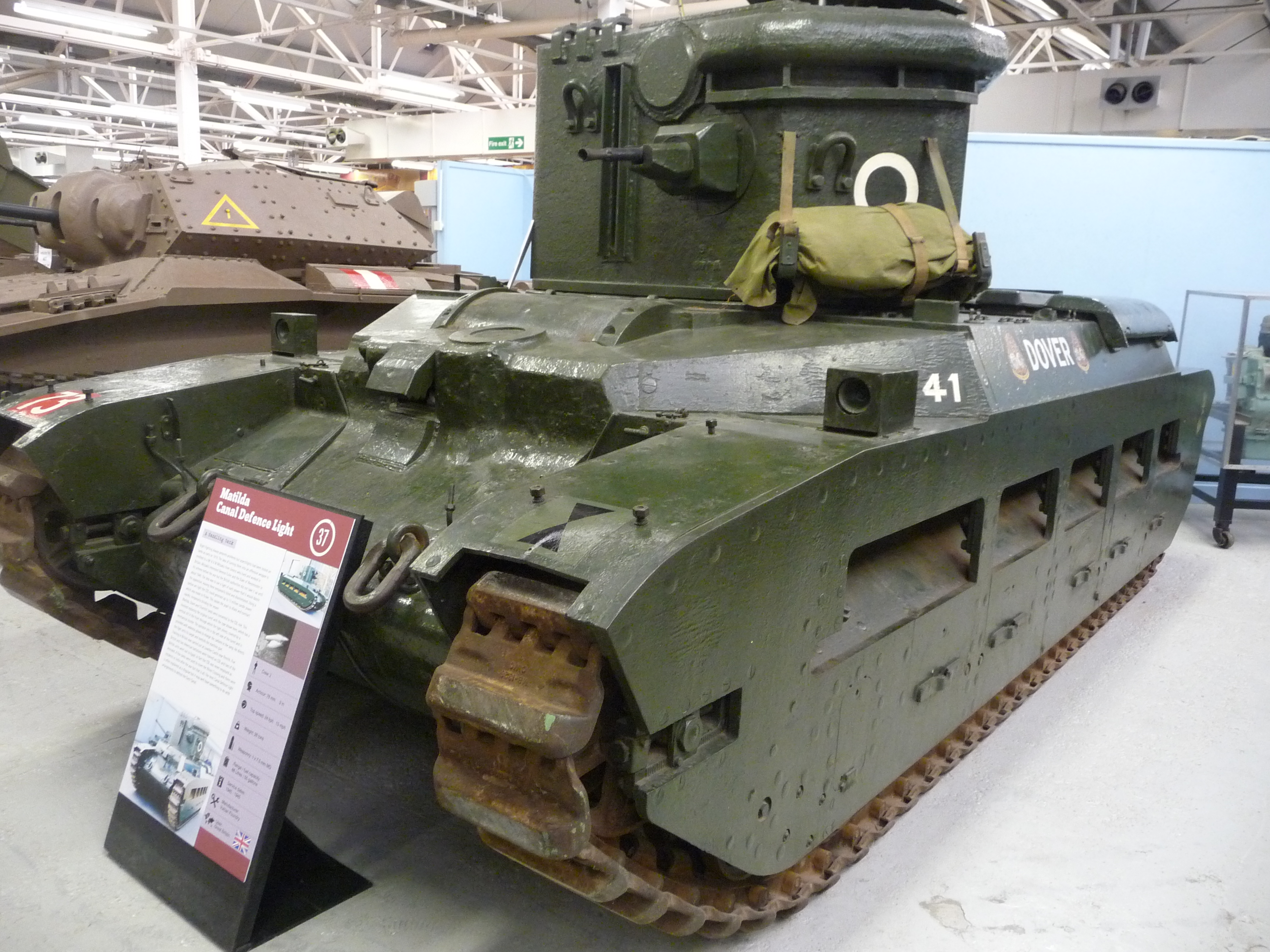
マチルダ CDL

マチルダ・バロン (Matilda Baron)
フレイル式の地雷処理戦車として3種類が開発されたもの。実戦では使用されていない。
マチルダ・スコーピオン (Matilda Scorpion)
フレイル式の地雷処理戦車として開発され、北アフリカ戦線で使用された。
マチルダ AMRA (Matilda AMRA, Anti Mine Roller Attachment)
ローラー式の地雷処理戦車として開発され、北アフリカ戦線で試験的に使用されたと見られる。
マチルダ CDL (Matilda CDL, Canal Defence Light)
通常の砲塔の代わりに装甲化された強力なサーチライトを搭載する特殊仕様で、マチルダが旧式化した大戦後半に開発された。
後に同じサーチライトターレットをM3グラントの車体に搭載した"グラントCDL"に置き換えられ、これらは1944年のノルマンディー上陸作戦以降に西部戦線で実戦投入されている。
マチルダ クレーン (Matilda Crane)
マチルダIIの車体前方部にブームクレーンを装着した特殊車両。前述のマチルダCDLの運用部隊で、通常戦車型の砲塔とCDLターレットを交換する作業に使用された。
マチルダ A27砲塔搭載型
マチルダIIの車体に6ポンド砲装備のクロムウェル巡航戦車の砲塔を搭載した改良モデルで、1両のみ試作された。
マチルダ・ブラックプリンス (Matilda Black Prince)
無線操縦される無人車両として開発されたもので、工兵部隊での爆破作業用・隠蔽された敵対戦車砲の捜索(あぶり出し)用途・訓練用の移動標的などの目的が考えられていた。60両が改造される予定であったが専用の変速機の換装に予想以上にコストがかかることが判明し計画が放棄された。
しばしば、前述のA27クロムウェル砲塔を搭載した試作モデルを"マチルダ ブラックプリンス"の呼称で説明する資料があるが、これは正確ではないと考えられている。
- マチルダ・バロン
- マチルダ・スコーピオン
- マチルダ AMRA
- マチルダ CDL

### ソビエト連邦製の派生型
マチルダII ZiS-5（F-96）76.2mm砲搭載型
主砲の2ポンド砲で榴弾が撃てない事はソ連でも問題視され、対応策として主砲をKV-1と同じZiS-5 76mm戦車砲に換装した試作車両で、1両のみ製作された。
防盾部分ごとKV-1のような半球形状の物に換装されているが、サイズの小さいマチルダIIの砲塔にZiS-5を搭載して運用することは困難であり、3インチ砲装備のCS型が供給される目処も立った事から換装計画はキャンセルされた。

### オーストラリア製の派生型
マチルダ・フロッグ
主砲を火炎放射器に換装した火炎放射戦車。火炎放射用燃料は砲塔内に収納されており、車体内部に補充用の燃料タンクが搭載されている。太平洋戦域(PTO)での日本軍との戦いで実戦投入された。
マチルダ・ドーザー
ドーザーブレードを装備した車両。砲塔はそのまま残されている。
マチルダ・ヘッジホッグ
対潜迫撃砲として開発された"ヘッジホッグ"の7連装発射器を車体後部に搭載したもの。射程は約400mで、敵の塹壕や掩体壕への攻撃用に開発された。1945年5月の運用試験ではきわめて有用な兵器と判断されたが、本格的に使用される前に大戦が終結した。

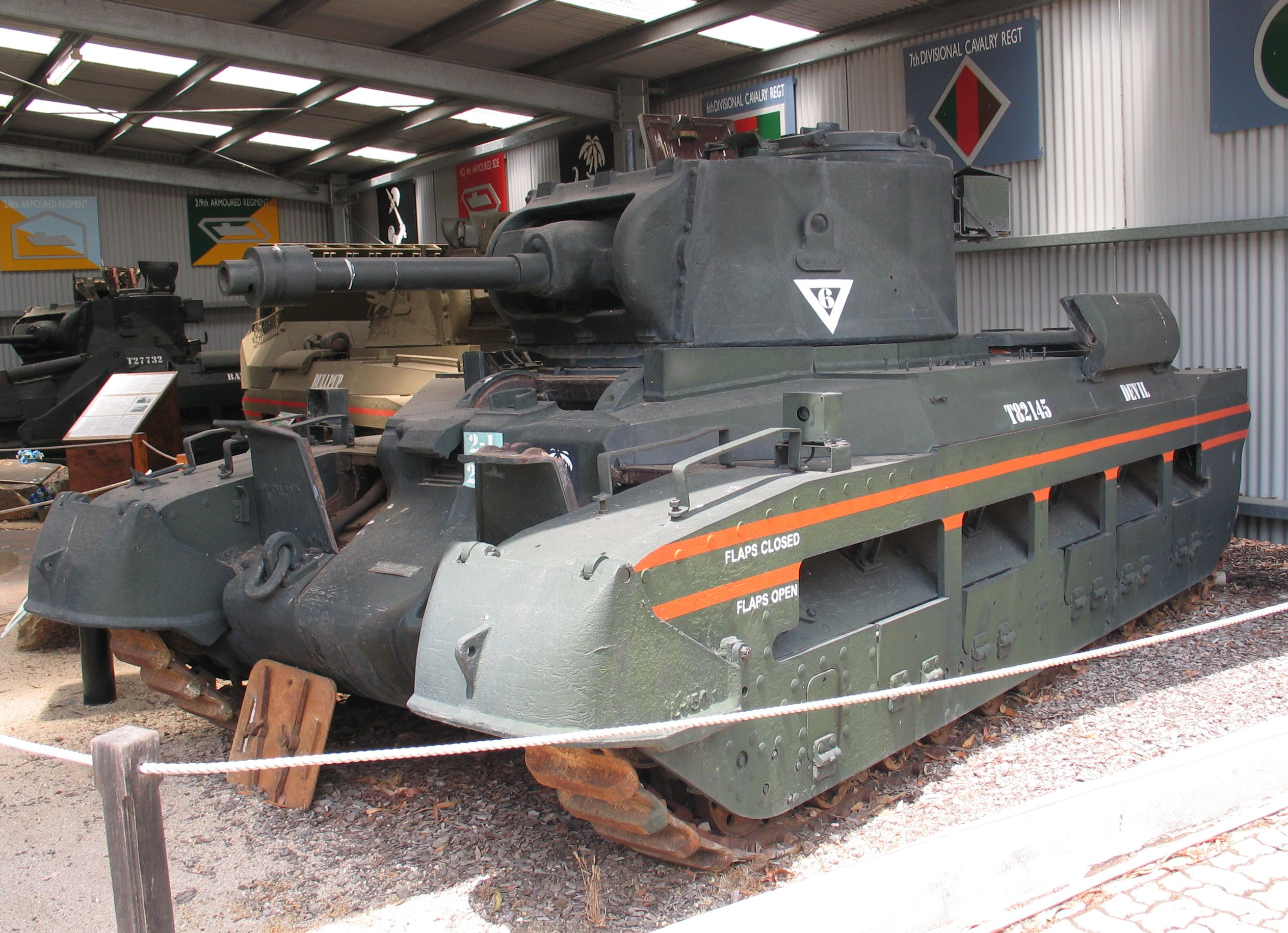
マチルダ・フロッグ
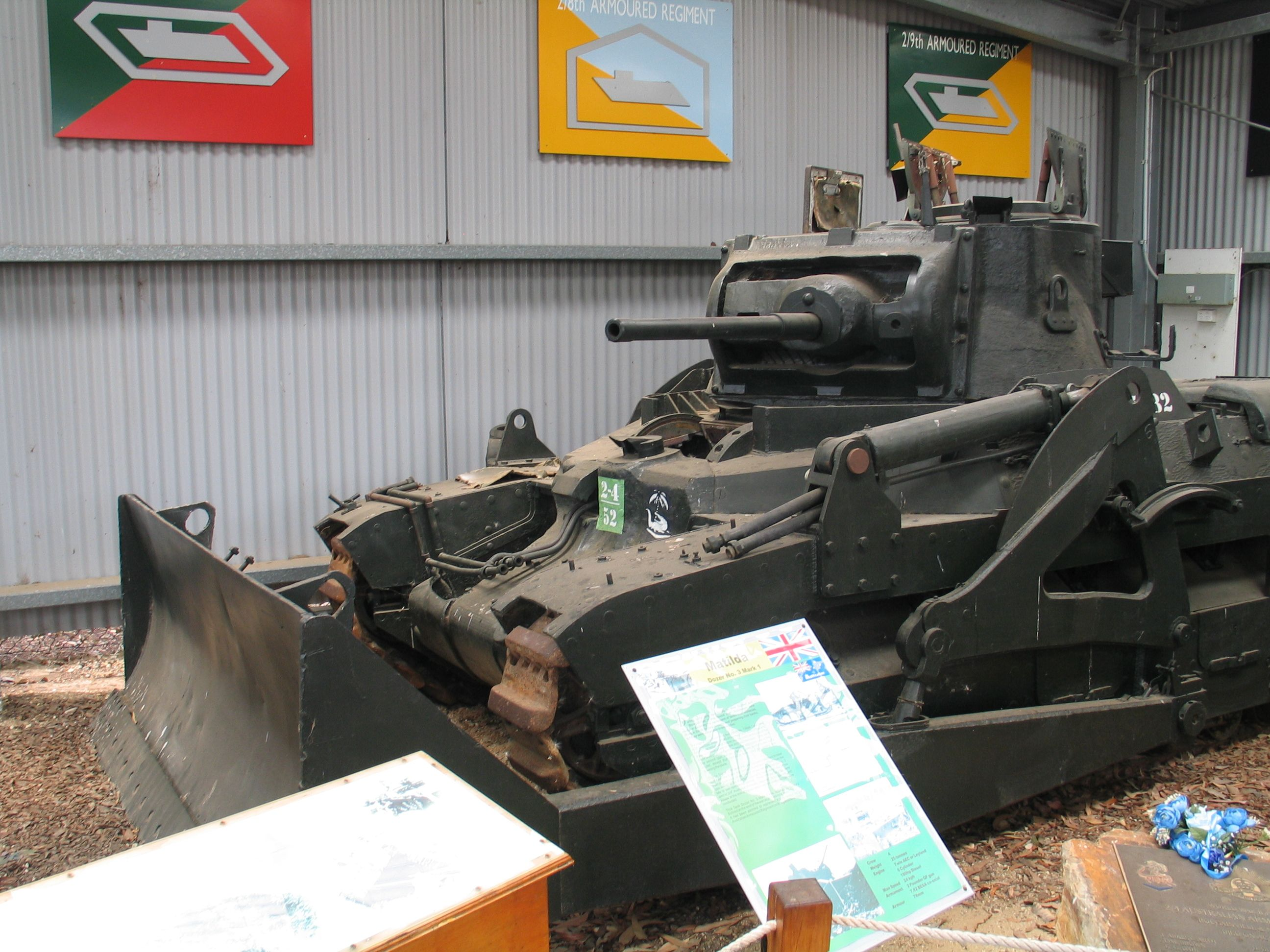
マチルダ・ドーザー
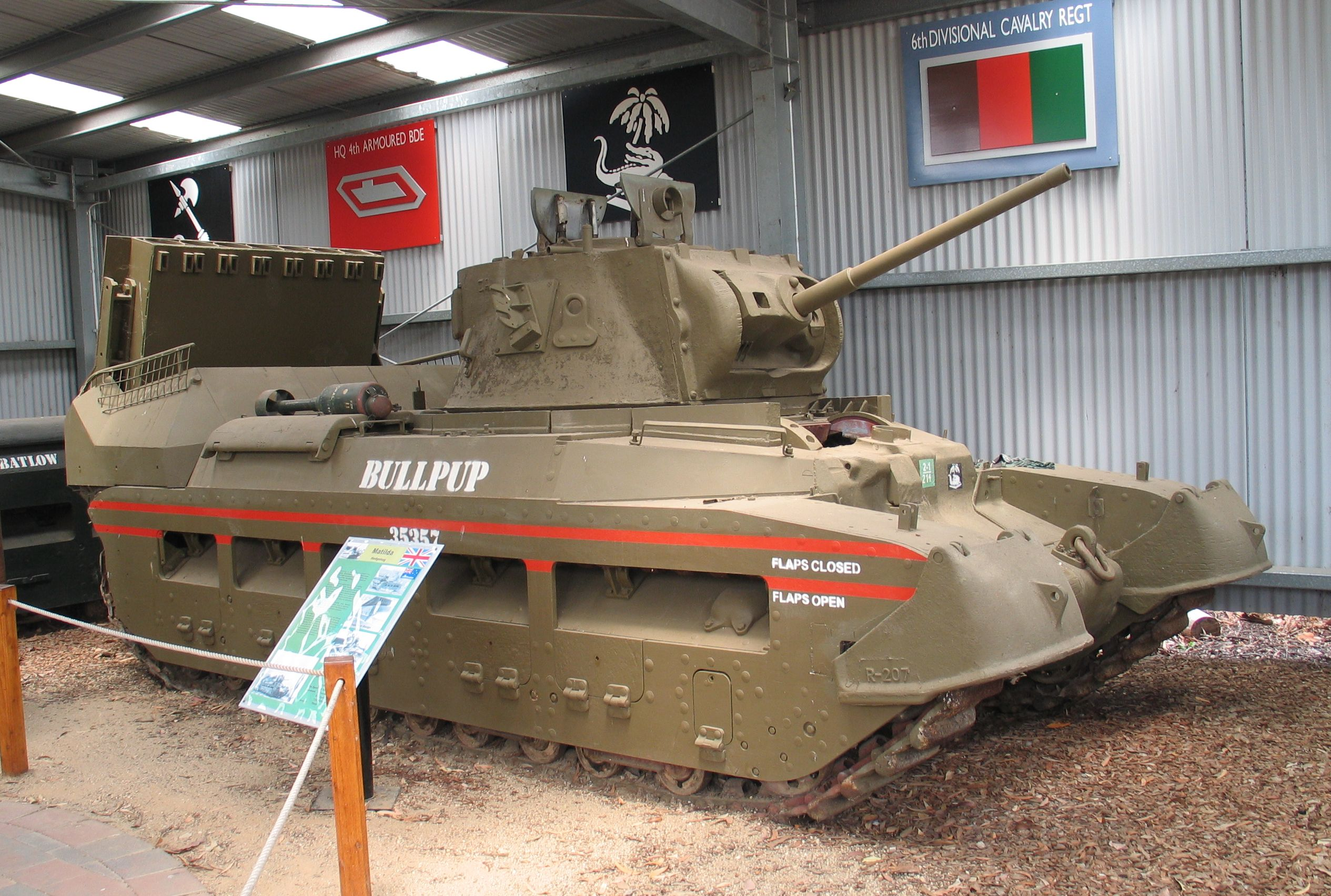
マチルダ・ヘッジホッグ

## 登場作品

### 映画
『ガールズ&パンツァー 劇場版』
聖グロリアーナ女学院の使用戦車としてMk.III/Mk.IVがエキシビションマッチ、大学選抜戦に登場。

### アニメ
『ガールズ&パンツァー』
聖グロリアーナ女学院の使用戦車としてMk.III/Mk.IVが登場。

### ゲーム
『R.U.S.E.』
イギリスの重戦車として登場。
『War Thunder』
イギリスの重戦車として登場。
『World of Tanks』
イギリス中戦車Matildaとして開発可能。ソ連中戦車Matilda IVとして販売。
『トータル・タンク・シミュレーター』
英国の中戦車MATILDA IIとして登場。
『パンツァーフロント Ausf.B』
英戦車として歩兵を伴って登場。